# Gladki Mis
Gladki Mis (en rus: Гладкий Мыс) és un poble del krai de Krasnoiarsk, a Rússia, que en el cens del 2010 tenia 53 habitants. Pertany al districte de Balakhtà.